# Іст-Бетлегем Тауншип (округ Вашингтон, Пенсільванія)
іст-Бетлегем Тауншип (англ. East Bethlehem Township) — селище (англ. township) в США, в окрузі Вашингтон штату Пенсільванія. Населення — 2311 особа (2020).

## Демографія
Згідно з переписом 2010 року, у селищі мешкали 2354 особи в 935 домогосподарствах у складі 647 родин. Було 1129 помешкань
Расовий склад населення:
| - 95,1 % — білих - 2,3 % — чорних або афроамериканців - 0,3 % — корінних американців |

До двох чи більше рас належало 2,3 %. Частка іспаномовних становила 0,6 % від усіх жителів.
За віковим діапазоном населення розподілялося таким чином: 24,5 % — особи молодші 18 років, 58,8 % — особи у віці 18—64 років, 16,7 % — особи у віці 65 років та старші. Медіана віку мешканця становила 39,5 року. На 100 осіб жіночої статі у селищі припадало 91,5 чоловіків;  на 100 жінок у віці від 18 років та старших — 87,8 чоловіків також старших 18 років.
Середній дохід на одне домашнє господарство  становив 52 628 доларів США (медіана — 46 346), а середній дохід на одну сім'ю — 58 674 долари (медіана — 58 040). Медіана доходів становила 58 214 долари для чоловіків та 36 875 доларів для жінок. За межею бідності перебувало 22,2 % осіб, у тому числі 23,6 % дітей у віці до 18 років та 17,9 % осіб у віці 65 років та старших.
Цивільне працевлаштоване населення становило 887 осіб. Основні галузі зайнятості: освіта, охорона здоров'я та соціальна допомога — 25,8 %, роздрібна торгівля — 17,0 %, будівництво — 13,3 %, виробництво — 11,3 %.